# All That Heaven Allows
All That Heaven Allows (bra: Tudo Que o Céu Permite; prt: O Que o Céu Permite) é um filme estadunidense de 1955, gênero romance, dirigido por Douglas Sirk e estrelado por Jane Wyman e Rock Hudson. O roteiro foi escrito por Peg Fenwick baseado em uma história de Edna L. Lee e Lee Harry. O filme foi dirigido por Douglas Sirk e produzido por Ross Hunter.

## Sinopse
O amor entre uma viúva e seu jardineiro é abalado pela diferença de idade e status social, preconceitos que podem destruir o relacionamento dos dois. 

## Elenco
- Jane Wyman - Cary Scott
- Rock Hudson - Ron Kirby
- Agnes Moorehead - Sara Warren
- Conrad Nagel - Harvey
- Virginia Grey - Alida Anderson
- Gloria Talbott - Kay Scott
- William Reynolds - Ned Scott
- Jacqueline De Wit - Mona Plash
- Charles Drake - Mick Anderson
- Leigh Snowden - Jo-Ann
- Merry Anders - Mary Ann
- Donald Curtis - Howard Hoffer
- Nestor Paiva - Manuel